# Set meravelles del món antic

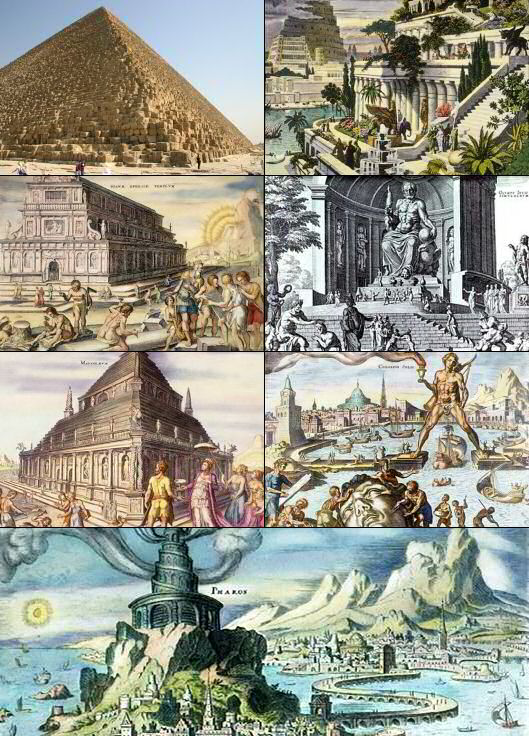
D'esquerra a dreta i de dalt a baix: piràmide de Kheops, els jardins penjants de Babilònia, el temple d'Àrtemis a Efes, l'estàtua de Zeus a Olímpia, el mausoleu d'Halicarnàs, el Colós de Rodes i el far d'Alexandria segons, Marten Heemskerk, artista holandès del.

Les set meravelles del món o les set meravelles del món antic és una coneguda llista de construccions considerades com a monuments a la creació i l'enginy humà durant l'antiguitat clàssica.
La llista clàssica es basa en un breu poema d'Antípater de Sidó (125 aC) o Antípater de Tessalònica (entre el 20 aC i el 20 dC) en què el poeta alaba les Set Meravelles del Món, set treballs situats al voltant de la Mediterrània. La llista inicial mencionava les muralles de Babilònia en lloc del far d'Alexandria, però es va modificar a causa de la fama que va adquirir el far. Amb el temps, en van aparèixer múltiples versions, com per exemple la de Filó de Bizanci, amb diverses modificacions. L'existència de totes aquestes meravelles ha estat més o menys provada per testimonis arqueològics, exceptuant els «jardins suspesos» de Babilònia, dels quals no queda cap rastre convincent i la realitat històrica dels quals és qüestionada.
Aquestes set meravelles, ordenades segons el període de construcció, són les següents:
1. La gran piràmide de Guiza. Construcció acabada pels volts del 2860 aC com a tomba per al faraó Kheops. Situada a Guiza, Egipte, és l'única de les set meravelles que encara es manté dempeus.
2. Els jardins penjants de Babilònia. Construïts entre el 605 aC i el 562 aC. Situats a Babilònia, Mesopotàmia (a l'actual Iraq).
3. El temple d'Àrtemis a Efes. Construït devers els anys 550 aC i 325 aC. Situat a Efes, a l'actual Turquia.
4. L'estàtua de Zeus a Olímpia. Esculpida devers el 430 aC. Situada a Olímpia, Grècia.
5. La tomba de Mausol (mausoleu) a Halicarnàs. Construït devers el 353 aC. Situat a Halicarnàs, l'actual Bodrum, Turquia.
6. El Colós de Rodes. Construït entre el 294 aC i el 282 aC. Situat a l'illa de Rodes, Grècia.
7. El far d'Alexandria. Construït entre el 294 aC i el 283 aC. Situat a Alexandria, Egipte.

Aquestes obres mostren que arquitectes i constructors de l'època eren capaços, a força de feina i d'enginy, d'edificar obres prodigioses (en grec thaumasia). La popularitat dels monuments demostrava la influència política i econòmica de les ciutats on eren construïts, consagrava el predomini d'aquestes i es convertia en el seu emblema.
Hi ha altres llistes de set meravelles, tals com les set meravelles del món modern, les set meravelles de la natura, les set meravelles de diferents països, com ara les del Canadà, Portugal, País de Gal·les, Polònia, Ucraïna, Catalunya, etc.

## Història

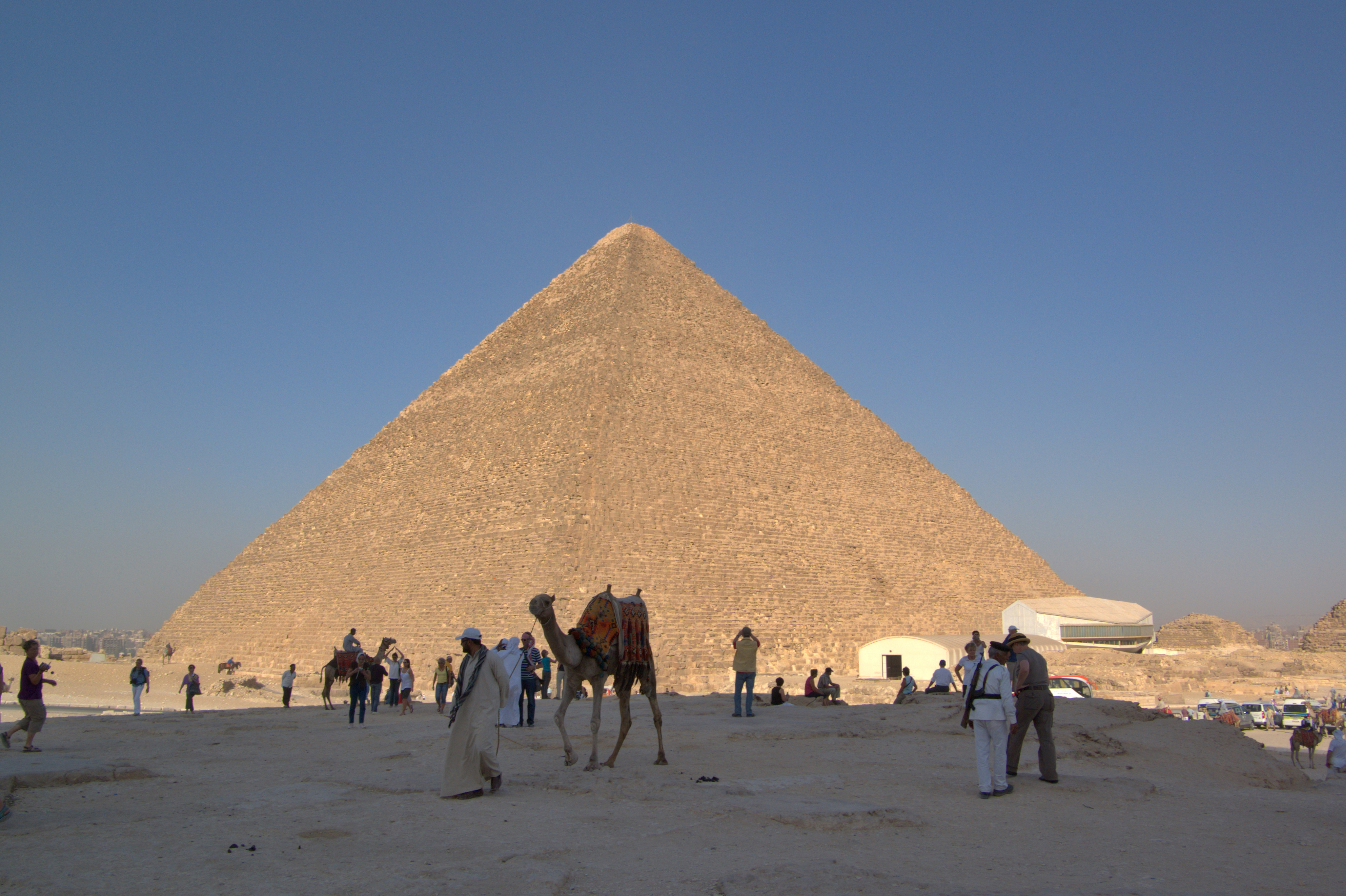
La piràmide de Kheops, l'única de les set meravelles del món antic que encara roman edificada.

La conquesta d'Alexandre el Gran de bona part del món conegut durant el segle iv aC va donar accés als viatgers hel·lenístics a civilitzacions properes, com els egipcis, els perses, i els babilonis. Aquests viatgers, impressionats pels monuments i meravelles de les diferents terres, van començar a fer llistes de les coses més importants que veien. En efecte, en lloc de l'ús contemporani de la paraula meravella, en realitat els grecs utilitzaven la paraula grega theamata, que es tradueix com a "coses per veure" o que "s'han de veure Per això, se suposa que la llista era l'homòleg del món antic d'una guia de viatge. Cinc de les set entrades són una celebració dels èxits grecs en les arts i l'arquitectura (les excepcions en són les piràmides de Guiza i els jardins penjants de Babilònia).
Cada persona tenia la seva pròpia versió de la llista, però la més coneguda, més antiga i primera a arribar als nostres temps és la d'un poema de l'escriptor hel·lenístic Antípater de Sidó, feta al voltant del 140 aC. El poema anomenava set llocs, però era sobretot una la lloança del Temple d'Àrtemis a Efes.
Un altre observador del segle ii aC, que deia ser el matemàtic Filó de Bizanci, va escriure un relat breu titulat Els set punts d'interès del món. Tanmateix, el manuscrit va sobreviure incomplet, ja que només en cobria sis dels suposadament set llocs, que coincidien amb la llista d'Antípater.
Llistes anteriors i posteriors, com les fetes per l'historiador Heròdot (484 aC-ca. 425 aC) i l'arquitecte Cal·límac de Cirene (ca. 305-240 aC), es troben al Museu d'Alexandria; van sobreviure, tot i que només com a referència.
El Colós de Rodes va ser l'última de les set meravelles que es va completar, després del 280 aC, però el primer a ser destruït per un terratrèmol el 226/225 aC. Per tant, les set meravelles només van existir en el mateix temps durant un període de menys de 60 anys. Poques persones van poder presenciar personalment totes les set meravelles.
Antípater tenia una versió anterior de la llista que canviava el far d'Alexandria per les muralles de Babilònia. Les llistes que precedien la construcció del Colós de Rodes completaven les seves set entrades amb la inclusió de la porta d'Ishtar.
Al segle sisè, una llista de set meravelles va ser compilada per Gregori de Tours. La llista incloïa el temple de Salomó, el far d'Alexandria i l'arca de Noè.
Es pensa que la limitació de les llistes a set entrades s'atribuïa al significat màgic especial del nombre. Geogràficament, la llista només cobria els monuments escultòrics i arquitectònics de la Mediterrània i l'Orient Pròxim, llavors es creu que era el món "conegut" per als grecs. Per tant, els llocs existents més enllà d'aquest àmbit no es consideraven com a part dels relats de l'època.

## Les set meravelles del món antic

### Llista canònica
| Meravella                     | Construcció                          | Constructor                | Tret notable | Destrucció                                            | Causa de destrucció | Localització moderna                         | Figuració                     |
| ----------------------------- | ------------------------------------ | -------------------------- | --- | ----------------------------------------------------- | --- | -------------------------------------------- | ----------------------------- |
| Gran piràmide de Guiza        | 2584-2561 aC                         | Egipcis                    | Es considera que es va construir com a tomba del faraó de la quarta dinastia egípcia, Kheops. | Encara existent                                       | Encara existent | Necròpolis de Guiza, Egipte                  | Piràmides de Guiza            |
| Jardins penjants de Babilònia | 605-562 aC                           | Babilonis                  | Diodor de Sicília va descriure jardins de múltiples nivells, que arribaven a 22 metres d'alçada, amb màquines per fer circular l'aigua. Els arbres grans arribaven al sostre. Creat per Nabucodonosor II per a la seva esposa Amytis de Mèdia.                                                                                                   | Després del segle 1r aC                               | Terratrèmol | Al Hillah, Babil, Iraq                       | Jardins penjants de Babilònia |
| Estàtua de Zeus a Olímpia     | 466-456 aC (temple) 435 aC (estàtua) | Grecs                      | Ocupava tot l'ample del passadís de la nau lateral del temple que fou construït per posar-lo, i tenia 12 metres (40 peus) d'alçada. | Segle V o VI aC                                       | Foc | Olímpia, Grècia                              | Estàtua de Zeus a Olímpia     |
| Temple d'Àrtemis a Efes       | c. 550 aC                            | Lidis, perses, grecs       | Dedicat a la dea grega Àrtemis, i va prendre 120 anys per a ser construït. Herostrat d'Efes va cremar-lo per aconseguir fama. Reconstruït per Alexandre el Gran, fou destruït de nou pels gots. Va ser reconstruït una vegada més; després d'això, es va tancar el 391 i fou destruït per una multitud dirigida per sant Joan Crisòstom, el 401. | 356 aC (Heròstrat) 262 aC (gots) 391 (Joan Crisòstom) | Incendi provocat per Herostrat d'Efes, saqueig. | Prop de Selçuk, província d'Esmirna, Turquia | Temple d'Àrtemis              |
| Mausoleu d'Halicarnàs         | 351 aC                               | Caris, perses, grecs       | D'aproximadament 45 metres (150 peus) d'altura, amb cada un dels quatre costats guarnits amb relleus escultòrics. Origen de la paraula mausoleu, la tomba construïda per a Mausol, una sàtrapa de l'Imperi persa. | aprox. 1494                                           | L'estructura original va ser destruïda per una inundació. Llavors es va construir una estructura nova, que va ser feta malbé per un terratrèmol i finalment desmuntada durant les croades. | Bodrum, Turquia                              | Mausoleu d'Halicarnàs         |
| Colós de Rodes                | 292-280 aC                           | Grecs                      | Una estàtua gegant del déu grec Hèlios, déu del sol, d'aproximadament 35 metres d'alçada. | 226 aC                                                | Terratrèmol | Rodes, Grècia                                | Colós de Rodes                |
| Far d'Alexandria              | c. 280 aC                            | Egipte hel·lenístic, grecs | Entre 115 i 135 metres d'altura, va ser una de les estructures més altes del planeta durant molts segles. El nom de l'illa on es va construir, Pharos, finalment es convertiria en la paraula llatina per a indicar aquest tipus de construccions, pharos.                                                                                       | 1303-1480                                             | Terratrèmol | Alexandria, Egipte                           | Far d'Alexandria              |

### Llista de Filó
La llista primitiva de les set meravelles és aquella que ha guardat el fons comú més antic, i escrita per un tal Filó de Bizanci. Però no es va imposar de seguida, ja que va experimentar, en el transcurs dels anys, múltiples variants amb diversos autors. Jean-Pierre Adam no n'enumera menys de dinou entre el segle ii dC i el xiv. El més segur és que la llista no va poder, definitivament, ser establerta abans de l'elevació del Colós de Rodes, meravella regularment citada, i no se sabria, doncs, situar l'antiguitat de la llista abans dels anys 290 aC, al començament del segle iii aC. D'altra banda, Antípater de Sidó va escriure un epigrama que conté la menció més antiga d'una llista completa; d'on se'n dedueix que el límit posterior de la composició de la llista és anterior al primer segle abans de la nostra era.
La llista d'Antípater és una de les tres que són equivalents a la de Filó de Bizanci:
| « | he contemplat la muralla de la magnífica Babilònia on poden córrer els carros el Zeus de les vores de l'Alphée els Jardins suspesos el colós d'Hèlios l'enorme treball de les altes piràmides l'opulenta tomba de Mausol; però quan vaig veure la casa d'Àrtemis que es llança fins als núvols, tota la resta va quedar eclipsada, i vaig dir: «Tret del sublim Olimp, l'ull d'Hèlios mai va veure una cosa semblant! | » |

### Llistes modernes
De les meravelles d'Antípater, l'únic edifici que ha sobreviscut és la gran piràmide de Guiza. L'existència dels jardins penjants no s'ha demostrat, encara que n'abunden les teories. Hi ha restes arqueològiques que confirmen l'existència de les altres cinc meravelles. El temple d'Àrtemis i l'estàtua de Zeus van ser destruïts pel foc, mentre que el far d'Alexandria, el Colós, i la tomba de Mausol ho van ser per terratrèmols. Al Museu Britànic de Londres, es poden veure alguns dels artefactes que ens han arribat de la tomba de Mausol i del temple d'Àrtemis.
Tanmateix, la llista de set de les consecucions humanes arquitectòniques i artístiques més meravelloses continuava més enllà dels temps grecs antics, en l'Imperi romà, l'edat mitjana, el Renaixement i l'edat moderna. El poeta romà Marcial i el bisbe cristià Gregori de Tours van fer les seves pròpies versions. Reflectint la pujada de cristianisme i el factor del temps, la natura i la mà humana, alguns llocs romans i cristians començaven a figurar en la llista, incloent-hi el Colosseu, l'arca de Noè i el temple de Salomó.
Els historiadors moderns, que treballaven en la premissa que la llista original es limitava en l'abast geogràfic, també tenien les seves versions per incloure-hi llocs més enllà del món hel·lenístic, i modificaren les set meravelles del món antic per les set meravelles del món. En efecte, l'etiqueta "set meravelles" ha aparegut en innombrables versions d'organitzacions internacionals, publicacions i individus basats en diferents temes, des de la natura, edificis, etc. El seu propòsit també ha canviat amb el temps, de ser una guia de viatge o un compendi de llocs curiosos per a descriure llocs que necessiten una protecció i conservació especial.

## Testimonis escrits
Alguns autors han mencionat, entre el període d'Heròdot i la llista de Filó, una o diverses realitzacions sorprenents que consideraven una de les meravelles del món, mentre que d'altres n'han descrit una o algunes bastant llargament.

### Filó de Bizanci
Independentment de la qualitat de la nformació que va donar, el seu renom pòstum és merescut, ja que és l'únic autor antic que va escriure un text completament consagrat a la descripció de les set meravelles. No va escriure sobre el far perquè encara no havia suplantat la muralla de Babilònia que, en contrapartida, hi és inclosa. Marca l'origen de la popularitat d'un conjunt de monuments que van fer treballar la imaginació humana. Segons Jean-Pierre Adam, si la llista de les meravelles va ser cèlebre, el fet que aquest document ens hagi arribat no és ni tan sols un indici de la celebritat de l'autor, ja que és sovint l'atzar qui ha presidit la supervivència d'aquest text i no d'un altre. Tot i haver-se confós durant molt de temps, aquest Filó no és la mateixa persona que el famós enginyer Filó de Bizanci. En l'edat antiga, el nom Philon era corrent, com era ben coneguda la ciutat de Bizanci.
El text té per títol Perit tôn hépta théamatôn [A propòsit de les set meravelles] i representa un conjunt de sis fulls: un pròleg i, per a cada meravella, un paràgraf. L'última frase del sisè paràgraf és truncada: falta una part del text sobre el temple d'Àrtemis a Efes i del mausoleu, el setè enunciat, defectuós, tampoc ha estat trobat. Cada descripció, de longitud desigual, no supera unes desenes de línies.

### Cal·límac
Cal·límac fou un poeta i polígraf grec de finals del segle ii aC, cèlebre en el seu temps. Establert a Alexandria, va mantenir un paper important en la Biblioteca.
La seva obra comprèn, segons l'enciclopèdia Suides, prop de vuit-centes obres -entre les quals, un catàleg de la Biblioteca, constituït per 120 llibres, els Quadres (Pinakes), dels quals només queden 6 himnes i 63 epigrames. La Biblioteca d'Alexandria i el museu eren, llavors, un centre cultural en plena efervescència. Els erudits hi passaven al garbell els manuscrits, dels quals n'asseguraven la conservació i la difusió, i sobretot la correcció de les còpies, i eren vertaders fundadors de la ciència filològica moderna. Van mantenir i desenvolupar el saber de la seva època. Coneixem així el seu gust pels còdexs, les bibliografies, els catàlegs i les llistes.
Cal·límac era, doncs, un autor dels més aptes per a informar de les meravelles. Desgraciadament, la resta de la seva producció és massa escassa. Un epigrama fragmentari trobat sobre un papir d'Oxirrinc comunica que el poeta hauria parlat bé del Zeus de Fídies, però poc més se n'ha pogut desxifrar. Per contra, una coincidència comunica que Estrabó coneixia aquest poema, ja que hi al·ludeix: «Certs autors donen les dimensions de l'estàtua i Cal·límac, fins i tot, els cita en un poema pels iàmbics». I quan escriu el mateix autor més endavant: «l'obra de Charès de Lindos, el colós de Rodes, l'autor dels versos iàmbics del qual diu que l'alçada són de set vegades deu peus» fa pensar que la perífrasi apunta al mateix poeta, l'admirat d'Estrabó.
Cal·límac havia intentat, d'altra banda, un vast recull: Col·lecció de les meravelles sobre tota la terra, classificades pel lloc, on s'ha volgut creure que era consignada, entre d'altres, la llista de les meravelles. Tanmateix, tot i no haver restat més que el títol, el contingut, en l'estat dels nostres coneixements, és sempre hipotètic: sens dubte, una barreja de curiositats de la natura, d'inventaris de monuments, de llistes de llocs geogràfics... És per això que Cal·límac és considerat avui com l'iniciador de la paradoxografia. Segons Jean-Pierre Adam, Cal·límac coneixia una llista de les meravelles i la va cantar en un poema que s'ha perdut.

### Altres documents
Un papir del segle ii aC, de la mateixa època que Antípater de Sidó, trobat entre els manuscrits grecs del Fayoum, regió arqueològica al sud-oest del Caire, deixa veure, entre altres texts, un breu fragment titulat Ta hepta the amata -el títol és truncat-, on són només citades les piràmides, el temple d'Efes i la tomba d'Halicarnàs.
Diodor de Sicília, historiador compilador grec del segle I aC i contemporani de Juli Cèsar, parla dels dos indrets descrits per Heròdot, és a dir, les piràmides de Memfis i la ciutat de Babilònia, però també parla, en una vintena de línies, sobre el seu jardí suspès.
Vitruvi, arquitecte romà autor d'una suma considerable d'articles sobre arquitectura, sembla haver sentit parlar de les set meravelles, ja que en un paràgraf que li és consagrat recorda que el mausoleu en forma part: Enmig d'un vast recinte, és erigit el mausoleu o tomba d'aquest rei, d'un art tan exquisit que se'l compta entre les set meravelles del món... Tanmateix, s'esperaria que n'hagués parlat de la resta de components, que va ignorar. Tot i així, parla de Rodes sense mencionar el Colós. Sembla desconèixer, fins i tot desdenyar, les realitzacions del món grec.
Estrabó, geògraf grec de la fi del segle i aC, confirma l'existència d'una llista, semblant a la que reprendrà Filó. Així, parla del mausoleu: És a Halicarnàs que va ser construït la tomba de Mausol, obra endreçada al nombre de les set meravelles del món... Després parla de la muralla de Babilònia.
Quint Curti Ruf, que va viure durant el regnat de l'emperador Claudi, va tenir l'ocasió d'escriure la seva Vida d'Alexandre en el moment de l'evocació del sojorn del jove que conquereix Babilònia, de descriure els seus cèlebres jardins. El que constitueix, amb el de Diodor de Sicília, un dels dos documents més importants sobre aquest conjunt botànic.
Plini el Vell, que va viure també durant el regnat de l'emperador Claudi, després sota Neró, és l'autor d'una Història natural monumental. D'esperit curiós i universal, no va vacil·lar a interessar-se per tot el que podia instruir els seus contemporanis i sorprendre'ls -és, sobre aquest punt, l'hereu romà de l'obra de Cal·límac i de la paradoxografia. En el seu llibre XXXVI, consagrat a les pedres, parla de cinc de les set obres canòniques, aquesta vegada del far, però sense res de Babilònia i poc de Rodes. És al llibre XXXIV-18 que Plini el Vell informa de l'estàtua de Rodes, però per descriure-la sota la forma d'un gegant abandonat a terra i desarticulat.
Pausànies, geògraf grec del segle ii, fou autor d'un apassionant panorama de Grècia. Aquest gran viatger es va limitar a les «meravelles» de la Grècia continental i no s'ha recuperat més que la seva descripció, molt instructiva, del Zeus olímpic.

## Art i arquitectura
Les set meravelles de la llista d'Antípater guanyaven elogis pels seus trets notables, que s'estenien de superlatius del més alt o més gran dels seus tipus, al talent amb què s'executaven. Els seus trets arquitectònics i artístics s'imitaven per tot el món hel·lenístic i més enllà. La influència grega en la cultura romana, i el ressorgiment dels estils artístics grecoromans durant el Renaixement van capturar la imaginació d'artistes i viatgers europeus. Es van fer pintures i escultures que al·ludien a la llista d'Antípater, mentre que els aventurers acudien als llocs actuals per presenciar personalment les meravelles. Van començar a circular llegendes per complementar encara més els superlatius de les meravelles.
El far, obra pràcticament contemporània del Colós, apareix només en les llistes tardanes, generalment en substitució de la muralla de Babilònia i termina finalment en la llista canònica que hem adoptat. El seu paper utilitari excepcional, el seu estil singular de construcció, li havien atret un interès molt viu i havia adquirit un renom extens. Aquesta torre-fanal, sovint imitada, va suscitar llegendes i va suplantar altres curiositats. Va ser erigida per honorar, pensen alguns orientalistes, la memòria de Ptolemeu I Soter que va desenvolupar Alexandria. Aquesta gran ciutat, llavors centre cultural amb el seu Museu i Biblioteca, certament no és estranya a la popularitat d'aquest edifici. Però caldrà esperar un atzar de l'època del Renaixement per trobar aquesta obra definitivament integrada en la llista de les meravelles.